# Grabben i graven bredvid
Grabben i graven bredvid är svensk roman utgiven 1998, skriven av Katarina Mazetti. Boken blev 2002 film som Grabben i graven bredvid och fick 2016 även en fransk filmatisering Le mec de la tombe d'à côté.
Boken har översatts till ett stort antal språk, bland annat koreanska, polska, norska, danska, finska, engelska, bulgariska, franska, italienska, kroatiska, lettiska, litauiska, nederländska, grekiska, portugisiska, ryska, serbiska, slovakiska, spanska, tjeckiska, turkiska, tyska, ungerska och vietnamesiska.
År 2005 fick boken en uppföljare i Familjegraven. År 2008 påbörjades arbetet med att skapa en musikal baserad på boken i regi av Åsa Melldahl, musik av Erik Petersen och texter av Katarina Mazetti och Åsa Melldahl. Musikalen hade urpremiär i februari 2012 vid Norrbottensteatern.

## Handling
Bonden Benny träffar bibliotekarien Desirée på kyrkogården när han besöker sina döda föräldrar för att plantera nya blommor. I graven bredvid ligger Desirées före detta man Örjan. De blir kära, men upplever samtidigt kulturkrockarna mellan akademiker och lantbrukare.